# Liste der Landesgartenschauen in Hessen
Dies ist eine Liste der Landesgartenschauen in Hessen. Landesgartenschauen finden in Hessen seit dem Jahr 1994 statt.
| Jahr | Bild           | Bezeichnung                           | Ort(e) / Lage                                      | Motto                                   | Weitere Informationen                    |
| ---- | -------------- | ------------------------------------- | -------------------------------------------------- | --------------------------------------- | ---------------------------------------- |
| 1994 |                | Landesgartenschau Fulda 1994          | Fulda                                              | „Der Garten Hessens“                    | 1. Landesgartenschau in Hessen           |
| 2002 |                | Landesgartenschau Hanau 2002          | Hanau                                              | „Mit allen Sinnen erleben!“             |                                          |
| 2006 |                | Landesgartenschau Bad Wildungen 2006  | Bad Wildungen                                      |                                         |                                          |
| 2010 | weitere Bilder | Landesgartenschau Bad Nauheim 2010    | Bad Nauheim                                        | „Traumhafte Gärten im Herzen der Stadt“ |                                          |
| 2014 | weitere Bilder | Landesgartenschau Gießen 2014         | Gießen                                             | „Auf zu neuen Ufern“                    |                                          |
| 2018 | weitere Bilder | Landesgartenschau Bad Schwalbach 2018 | Bad Schwalbach                                     | „Natur erleben. Natürlich Leben“        |                                          |
| 2023 |                | Landesgartenschau Fulda 2023          | Fulda                                              | "Fulda verbindet..."                    | 2. Landesgartenschau in Fulda            |
| 2027 |                | Landesgartenschau Oberhessen 2027     | U.a. Schotten, Gedern, Nidda, Büdingen, Hirzenhain |                                         | Erste Interkommunale Gartenschau Hessens |